# Saint-Quentin-les-Anges
Saint-Quentin-les-Anges là một xã của tỉnh Mayenne, thuộc vùng Pays de la Loire, tây bắc nước Pháp.